# Elsebeth Egholm
Elsebeth Egholm, född 17 september 1960 i Nyborg, är en dansk författare. 
Egholm studerade först musik men sedan journalistik och har arbetat på Berlingske Tidende i Köpenhamn. 1992 flyttade hon till ön Gozo i Medelhavet och har sedan dess arbetat som frilansare och författare. 1999 debuterade hon med romanen De Frie Kvinders Klub (ej översatt till svenska). Men det är hennes kriminalromaner som översatts till svenska. Hon är även en av manusförfattarna till TV-serien Den som dräper.

## TV-serier
- Dicte